# Ronde van Midden-Nederland
La Ronde van Midden-Nederland es una carrera ciclista disputada alrededor de provincia de Utrecht en Holanda. Fue creada en 1948 y forma parte del UCI Europe Tour desde 2010 en categoría 1.2. Entre 2015 y 2017, formó parte de la categoría 2.2 al disputarse en dos etapas.

## Palmarés
| Año       | Ganador                       | Segundo                       | Tercero                       |
| --------- | ----------------------------- | ----------------------------- | ----------------------------- |
| 1948      | Gerrit Voorting               | Frans Vos                     | Kees Koot                     |
| 1949      | Lode Wouters                  | Joseph Marien                 | Jan Lagrouw                   |
| 1950      | Hein van Breenen              | Cor Witteveen                 | Wim Snijders                  |
| 1951      | Hein van Breenen              | Jan van Dijk                  | Ed Koeman                     |
| 1952      | Adri Voorting                 | Arend van 't Hof              | Wim Snijders                  |
| 1953      | Rik Van Looy                  | Gijs Pauw                     | Piet Schollen                 |
| 1954      | Krijn Post                    | J. Looyen                     | Daan de Groot                 |
| 1955      | Piet Steenvoorden             | David Janbroers               | Schalk Verhoef                |
| 1956      | Piet de Jongh                 | Jan Buis                      | Harry Ehlen                   |
| 1957      | Gijs Pauw                     | Gerard Vergoossen             | Ben Teunisse                  |
| 1958      | René Lotz                     | Piet Steenvoorden             | Frans Vandenbussche           |
| 1959      | edición no realizada          | edición no realizada          | edición no realizada          |
| 1960      | Jan Janssen                   | Lex van Kreuningen            | Gerard Wesseling              |
| 1961      | Henk Nijdam                   | Cees Lute                     | Jan Janssen                   |
| 1962-1966 | ediciones no realizadas       | ediciones no realizadas       | ediciones no realizadas       |
| 1966      | Leen de Groot                 | John Meijer                   |                               |
| 1967      | edición no realizada          | edición no realizada          | edición no realizada          |
| 1968      | Daan Holst                    | Frits Hoogerheide             | Rink Cornelisse               |
| 1969      | Henk Benjamins                | Cor Leunis                    | Henk Nieuwkamp                |
| 1970      | Gert Harings                  | Wim Bravenboer                | Wil Luppers                   |
| 1971      | Jan Hordijk                   | Jan Spetgens                  | Fons van Katwijk              |
| 1972      | Aad van den Hoek              | Arie Hassink                  | Klaas Balk                    |
| 1973      | Jan Raas                      | Wim de Waal                   | Piet Kuys                     |
| 1974      | Adri van Houwelingen          | Piet van der Kruijs           | Ton ter Harmsel               |
| 1975      | Michel Jacobs                 | Adri van Houwelingen          | Wim Pater                     |
| 1976      | Hans Koot                     | Jan Bakker                    | Gerrie van Gerwen             |
| 1977      | Piet van Leeuwen              | Henk Mutsaars                 | Frits Schur                   |
| 1978      | Frits Pirard                  | Frits Schur                   | Ad Tak                        |
| 1979      | Jos Lammertink                | Ad Wijnands                   | Peter Damen                   |
| 1980      | Jacques Hanegraaf             | Jannes Slendebroek            | Frank Moons                   |
| 1981      | Piet Kuys                     | Peter Damen                   | Arie Hassink                  |
| 1982      | Joop Ribbers                  | Ron Smit                      | Roy Lemmens                   |
| 1983      | Jack van der Toorn            | Cor van Bijnen                | Michel van Wezel              |
| 1984      | Nico van de Klundert          | Mathieu Dohmen                | Richard Beumer                |
| 1985      | Piet Pompstra                 | Jurrien Schuitema             | Frank Rijkhoff                |
| 1986      | John van den Akker            | Frank Kersten                 | Rik Rutgers                   |
| 1987      | Johnny Broers                 | Tonnie Teuben                 | Gerard Moehlmann              |
| 1988      | Louis de Koning               | Richard Mulder                | Dick van Dalen                |
| 1989      | Mario Gutte                   | Marc Faas                     | Rudi Kemna                    |
| 1990      | Rober van de Vin              | Antoine Goense                | Patrick Eyk                   |
| 1991      | Godert de Leeuw               | Marcel van der Vliet          | Jeroen Blijlevens             |
| 1992      | Jan de Leeuw                  | Arno Ottevanger               | Raymond Thebes                |
| 1993      | Godert de Leeuw               | Michael van der Wolf          | Arjan Vinke                   |
| 1994      | Jonas Romanovas               | Remigius Lupeikis             | Stanislav Nefedov             |
| 1995      | edición no realizada          | edición no realizada          | edición no realizada          |
| 1996      | Robert van der Donk           | William Berns                 | Sander Hup                    |
| 1997      | Erik Bos                      | Jacco Konijn                  | Lars Christiaanse             |
| 1998      | edición anulada por tempestad | edición anulada por tempestad | edición anulada por tempestad |
| 1999      | Peter Voshol                  | Marcel Alma                   | Herman Fledderus              |
| 2000      | Albert Schurer                | Bert van der Kaap             | David Veenendaal              |
| 2001      | edición no realizada          | edición no realizada          | edición no realizada          |
| 2002      | Sander Lormans                | Marcel Beima                  | Maint Berkenbosch             |
| 2003      | Marvin van der Pluijm         | Pascal Hermes                 | Fulco van Gulik               |
| 2004      | Angelo van Melis              | Jeroen Boelen                 | Paul van Schalen              |
| 2005      | Wim Stroetinga                | Arno Wallaard                 | Fulco van Gulik               |
| 2006      | Niki Terpstra                 | Jos Pronk                     | Paul van Schalen              |
| 2007      | Marco Bos                     | Reinier Honig                 | Lars Jun                      |
| 2008      | Jan Bos                       | Hans Bloks                    | Ger Soepenberg                |
| 2009      | Jeroen Boelen                 | Peter Schep                   | Marco Bos                     |
| 2010      | Wesley Kreder                 | Jarno Gmelich Meijling        | Michael Schweizer             |
| 2011      | Wim Stroetinga                | Marco Zanotti                 | Michael Schweizer             |
| 2012      | Ivar Slik                     | Jacob Fiedler                 | Jim van den Berg              |
| 2013      | Sebastian Forke               | Maarten van Trijp             | Michael Schweizer             |
| 2014      | Wim Stroetinga                | Eduard-Michael Grosu          | André Looij                   |
| 2015      | Olivier Pardini               | Gaëtan Bille                  | Christophe Premont            |
| 2016      | Christopher Opie              | Karol Domagalski              | Peter Williams                |
| 2017      | Kamil Gradek                  | Steele Von Hoff               | Tom Baylis                    |
| 2018      | Casper von Folsach            | Maarten van Trijp             | Rasmus Bøgh Wallin            |
| 2019      | edición no realizada          | edición no realizada          | edición no realizada          |

## Palmarés por países
| País         | Victorias |
| ------------ | --------- |
| Países Bajos | 54        |
| Bélgica      | 3         |
| Lituania     | 1         |
| Alemania     | 1         |
| Reino Unido  | 1         |
| Polonia      | 1         |
| Dinamarca    | 1         |